# Хало Володимир Олексійович
Володимир Олексійович Хало (1922–1993) — учасник Другої світової війни, командир роти управління 179-ї окремої танкової бригади 3-ї танкової армії Південно-Західного фронту, Герой Радянського Союзу, старший лейтенант.

## Біографія
Народився в сім'ї робітника. Українець, батько — українець, мати — єврейка. Член ВКП (б) / КПРС з 1948 року. Закінчив 10 класів.
У Червоній Армії з липня 1941 року. У 1942 році закінчив Харківське танкове училище. У діючій армії з червня 1942 року.
Командир роти управління 179-ї окремої танкової бригади (3-тя танкова армія, Південно-Західний фронт) кандидат у члени ВКП (б) старший лейтенант Володимир Хало особливо відзначився під час Харківської наступальної операції.
15 лютого 1943 року танкова рота під командуванням старшого лейтенанта Хало В. О. успішно відбила контратаки противника біля села Котлярі Готвальдовского району Харківської області України.
У бою 2 березня 1943 року за село Таранівка екіпаж танку В. О. Хало вивів з ладу самохідну артилерійську установку і знищив до взводу піхоти гітлерівців. Будучи поранений, в підбитому танку, шість годин вів бій, вийшовши з нього переможцем.
У 1945 році В. О. Хало звільнений в запас, жив в Одесі, працював інспектором митниці. У 1949 році він знову призваний в армію. У 1956 році закінчив курси удосконалення офіцерського складу. З 1956 року майор Хало В. О. — в запасі, а потім у відставці. Жив в Одесі.
Похований на Другому християнському цвинтарі Одеси.

## Нагороди
Указом Президії Верховної Ради СРСР від 18 травня 1943 року за зразкове виконання бойових завдань командування на фронті боротьби з німецько-фашистськими загарбниками й проявлені при цьому мужність і героїзм старшому лейтенанту Хало Володимиру Олексійовичу присвоєно звання Героя Радянського Союзу з врученням ордена Леніна і медалі "Золота Зірка "(№ 1061).
Нагороджений орденом Вітчизняної війни 1-го ступеня, двома орденами Червоної Зірки, медалями.